# لورن کمپبل
لورن کمپبل (انگلیسی: Lorne Campbell؛ زادهٔ ۱ ژانویهٔ ۱۹۴۶) یک مورخ هنری و نمایشگاه‌گردان اسکاتلندی است. او از سال ۱۹۷۴ تا ۱۹۹۶در زمینهٔ رنسانس شمالی در دانشگاه لندن تدریس می‌کرد و از ۱۹۹۶ تا ۲۰۱۲ در نگارخانه ملی لندن مشغول به کار بود. او نمایشگاه‌های بزرگی را در نگارخانهٔ ملی و موزه‌های دیگر مدیریت کرده‌است. از جملهٔ این نمایشگاه‌ها، نمایشگاه تابلوهای روخیر فان در ویدن در لون (۲۰۰۹) و پرادو (۲۰۱۵) بوده‌است.